# A Viúva Alegre (1925)
The Merry Widow (bra/prt: A Viúva Alegre) é um filme mudo estadunidense de 1925, dos gêneros drama romântico e comédia, dirigido por Erich von Stroheim, e estrelado por Mae Murray e John Gilbert. O roteiro de Erich von Stroheim e Benjamin Glazer foi baseado na opereta "Die Iustige Witwe" de 1905, de Franz Lehár. Ainda no começo de suas carreiras, Joan Crawford e Clark Gable tiveram papéis não-creditados.
Uma impressão do filme ainda sobrevive, e a sequência final filmada em Technicolor está disponível on-line.

## Sinopse
O Príncipe Danilo (John Gilbert) se apaixona pela dançarina Sally (Mae Murray) e, quando a pede em casamento, seu tio, o Rei Nikita de Monteblanco (George Fawcett) e a Rainha Milena (Josephine Crowell) se opõem por ela ser uma plebeia. Sally se casa com o Barão Sixtus Sadoja (Tully Marshall), o que faz a família de Danilo começar a mudar sua visão sobre a garota. Com a morte do Barão, o Príncipe pensa que o caminho para casar com ela está livre, mas entra em um duelo com seu próprio primo, que ele acredita que Sally ama. A moça, agora, busca uma reviravolta em sua vida.

## Elenco
- Mae Murray como Sally O'Hara
- John Gilbert como Príncipe Danilo Petrovich
- Roy D'Arcy como Príncipe Herdeiro Mirko
- Josephine Crowell como Rainha Milena
- George Fawcett como Rei Nikita I
- Tully Marshall como Barão Sixtus Sadoja
- Edward Connelly como Barão Popoff, o embaixador

#### Não-creditados
- Joan Crawford como Dançarina de Salão
- Clark Gable como Dançarino de Salão
- Xavier Cugat como Líder da Orquestra
- Helen Howard Beaumont como Corista
- Gertrude Bennett como Virginia
- D'Arcy Corrigan como Horatio
- Edna Tichenor como Dopey Marie
- Zalla Zarana como Christine

## Produção
O filme foi gravado em doze semanas com um orçamento de US$ 592.000. As filmagens foram tensas, já que Mae Murray e o diretor do filme, Erich von Stroheim, não se davam bem. Após a produção, a Metro-Goldwyn-Mayer decidiu que não poderia mais trabalhar com o diretor depois que ele adicionou cenas sexualmente explícitas e mudou o libreto da opereta.

## Recepção
Após seu lançamento, o filme foi um sucesso de crítica e bilheteria. Os críticos elogiaram as habilidades dramáticas de Murray, ao mesmo tempo em que observaram que von Stroheim "transformou a Srta. Murray em atriz".

### Bilheteria
De acordo com os registros da Metro-Goldwyn-Mayer, o filme arrecadou aproximadamente US$ 1.081.000 nacionalmente e US$ 852.000 no exterior, totalizando US$ 1.933.000 mundialmente. O retorno lucrativo da produção foi de US$ 1.341.000.

## Adaptações
A opereta foi adaptada para o cinema outras quatro vezes: a versão de 1918, estrelada por Mihály Várkonyi e Berta Valero; a versão de 1934, estrelada por Maurice Chevalier e Jeanette MacDonald; a versão de 1952, estrelada por Lana Turner e Fernando Lamas; e a versão de 1962, estrelada por Peter Alexander e Karin Hübner.